# Hiram A. Tuttle
Hiram Americus Tuttle, född 16 oktober 1837 i Barnstead i New Hampshire, död 10 februari 1911 i Pittsfield i New Hampshire, var en amerikansk politiker (republikan). Han var New Hampshires guvernör 1891–1893.
Tuttle efterträdde 1891 David H. Goodell som guvernör och efterträddes 1893 av John Butler Smith.